# 이브노아 아일첸브리스 폰 아르님
이브노아 아일첸브리스 폰 아르님(영어: Evenoah Ailchenbris von Arnim 일본어: イブノアㆍアイルチェンブリスᆞフォンᆞアルニム)는 《  룬의 아이들 》 시리즈의 2부작《 룬의 아이들 데모닉 》의 조연이다.

## 소개
통칭은 이브노아. 이브(Eve)는 성경상 인류 최초의 인간 여성이고 노아(Noah)는 타락할 대로 타락한 인류가 신의 심판으로 대홍수로 멸망하기 직전 계시를 받아 거대한 방주를 만들어 가족들과 수많은 동물들을 태워 살아남은 할아버지이다. 미들 네임인 아일첸브리스(Ailchenbris)는 "하얀 화환을 쓴 여성"이라는 뜻이다. 성씨 아르님(Arnim)은 수많은 내로라하는 명예술가들을 배출시킨 독일의 유서 깊은 명문가 아르님 가문에서 따왔다.
별칭은 이브이며 페리윙클 섬의 영해를 관장하는 해적선장이자 이모할머니 히스파니아 폰 아르님은 이브노아를 "이브양"이라고 부른다. 별칭은 이브 혹은 노아. 절친인 막시민 리프크네는 이브노아를 두 번째 이름인 '아일첸브리스'라고 부른다.

## 설정
살포시 흘러내리는 금발과 보는 마음을 뒤흔들 지적이게 아름다운 미모를 가진 180cm의 절세미녀이다. 시, 문학, 건축설계, 미술, 전투력, 검술, 추리와 화술, 공학, 언어, 마법학, 수학, 악기 연주, 작곡ᆞ작사, 마케팅, 지휘, 연극, 극작, 역사 등 모든 면에서 불세출의 천재성을 갖춘 데모닉으로 최고의 천재이자 만능인이다. 어머니는 아노마라드 왕국을 세운 시조이자 일등공신, 최초의 데모닉인 아나로즈 폰 아르님(Anarose von Arnim)의 후예이자 아르님 가문의 현 공작인 엘자 폰 아르님이고, 아버지는 그 남편인 프란츠 폰 아르님이 있다. 밑에 남동생을 둔 누나이기도 하다. 자신을 살리기 위해 스스로 희생한 백치인 남동생 조슈아가 있다.